# Anatolij Bogdanow (strzelec)
Anatolij Iwanowicz Bogdanow (ros. Анатолий Иванович Богданов; ur. 1 stycznia 1931 w Leningradzie, zm. 30 września 2001 w Moskwie) – radziecki strzelec sportowy. Dwukrotny złoty medalista olimpijski, wielokrotny mistrz świata i Europy, rekordzista świata. Reprezentował m.in. klub CSKA Moskwa.
Ukończył Szkołę Wojskową w Jarosławiu oraz Wojskową Akademię Polityczną imienia W. Lenina w Moskwie w 1963 (fakultet filozoficzny). Był wykładowcą w Wyższej Szkole Dowodzenia Wojskowego w Moskwie, a także w Wojskowej Akademii Chemicznej imienia S. Tymoszenki.
Specjalizował się w strzelaniu w trzech postawach (karabin małokalibrowy i dowolny). Brał udział w dwóch igrzyskach (IO 52, IO 56), na obu zdobywał złote medale. W 1952 triumfował na dystansie 300 metrów, cztery lata później był pierwszy na dystansie 50 metrów (w obydwu ustanawiał rekordy olimpijskie). Na podium mistrzostw świata stawał tylko w Caracas w 1954; wraz z Wasilijem Borisowem zdobył 13 medali (pod tym względem byli oni najlepszymi zawodnikami tamtych zawodów). Był również 11-krotnym mistrzem Europy i 17-krotnym mistrzem kraju (ponadto ma w dorobku 12 srebrnych i 5 brązowych medali mistrzostw ZSRR). Na mistrzostwach świata i Europy ustanowił siedem indywidualnych rekordów świata (brak danych o rekordach drużynowych). Po zakończeniu kariery był trenerem kadry radzieckiej w łucznictwie.
Zasłużony Mistrz Sportu ZSRR (1952). Za swoje wybitne osiągnięcia sportowe został odznaczony Orderem Lenina (1957). Autor dwóch książek poświęconych tematyce strzeleckiej (obie wydane w 1971 roku). Zmarł w 2001 roku, pochowany na Cmentarzu Daniłowskim w Moskwie.

## Osiągnięcia

### Wyniki olimpijskie
| Igrzyska | Konkurencja                               | Wynik                           | Miejsce    | Źródło |
| -------- | ----------------------------------------- | ------------------------------- | ---------- | ------ |
| IO 1952  | Karabin dowolny, trzy postawy, 300 m      | 1123 punkty (388-376-359)       | 1 (na 32)  | [ 6 ]  |
| IO 1956  | Karabin małokalibrowy, trzy postawy, 50 m | 1172 punkty (396-392-384)       | 1 (na 44)  | [ 7 ]  |
| IO 1956  | Karabin małokalibrowy leżąc, 50 m         | 593 punkty (99-98-99-100-99-98) | 29 (na 44) | [ 8 ]  |

### Medale na mistrzostwach świata
Na podstawie:
| Mistrzostwa  | Konkurencja                                          | Wynik                | Miejsce |
| ------------ | ---------------------------------------------------- | -------------------- | ------- |
| Caracas 1954 | Karabin dowolny, trzy postawy, 50 m                  | 1174 punkty          | 1       |
| Caracas 1954 | Karabin dowolny, trzy postawy, 50 m, drużynowo       | 5802 punkty (druż.)  | 1       |
| Caracas 1954 | Karabin dowolny leżąc, 50 m, drużynowo               | 1986 punktów (druż.) | 3       |
| Caracas 1954 | Karabin dowolny klęcząc, 50 m                        | 396 punktów          | 1       |
| Caracas 1954 | Karabin dowolny klęcząc, 50 m, drużynowo             | 1958 punktów (druż.) | 1       |
| Caracas 1954 | Karabin dowolny stojąc, 50 m                         | 380 punktów          | 1       |
| Caracas 1954 | Karabin dowolny stojąc, 50 m, drużynowo              | 1865 punktów (druż.) | 1       |
| Caracas 1954 | Karabin dowolny leżąc, 50 m, drużynowo (60 strzałów) | 2370 punktów (druż.) | 3       |
| Caracas 1954 | Karabin dowolny, trzy postawy, 300 m                 | 1133 punkty          | 1       |
| Caracas 1954 | Karabin dowolny, trzy postawy, 300 m, drużynowo      | 5607 punktów (druż.) | 1       |
| Caracas 1954 | Karabin dowolny leżąc, 300 m                         | 391 punktów          | 1       |
| Caracas 1954 | Karabin dowolny klęcząc, 300 m                       | 380 punktów          | 1       |
| Caracas 1954 | Karabin dowolny leżąc, 300 m                         | 362 punkty           | 3       |

### Medale na mistrzostwach Europy
Na podstawie:
| Mistrzostwa     | Konkurencja                                     | Wynik        | Miejsce |
| --------------- | ----------------------------------------------- | ------------ | ------- |
| Bukareszt 1955  | Karabin dowolny, trzy postawy, 300 m            | 1139 punktów | 1       |
| Bukareszt 1955  | Karabin dowolny, trzy postawy, 300 m, drużynowo | brak danych  | 1       |
| Bukareszt 1955  | Karabin dowolny, trzy postawy, 50 m, drużynowo  | brak danych  | 1       |
| Bukareszt 1955  | Karabin dowolny leżąc, 50 m, drużynowo          | brak danych  | 1       |
| Bukareszt 1955  | Karabin dowolny klęcząc, 50 m, drużynowo        | brak danych  | 1       |
| Bukareszt 1955  | Karabin dowolny stojąc, 50 m, drużynowo         | brak danych  | 1       |
| Bukareszt 1955  | Karabin dowolny leżąc, 300 m                    | 393 punkty   | 2       |
| Bukareszt 1955  | Karabin dowolny klęcząc, 300 m                  | 384 punkty   | 2       |
| Bukareszt 1955  | Karabin dowolny klęcząc, 50 m                   | 394 punkty   | 2       |
| Bukareszt 1955  | Karabin dowolny stojąc, 300 m                   | 367 punktów  | 3       |
| Winterthur 1959 | Karabin dowolny, trzy postawy, 300 m            | 1145 punktów | 1       |
| Winterthur 1959 | Karabin dowolny, trzy postawy, 300 m, drużynowo | brak danych  | 1       |
| Winterthur 1959 | Karabin dowolny leżąc, 300 m                    | 394 punkty   | 1       |
| Winterthur 1959 | Karabin dowolny klęcząc, 300 m                  | 384 punkty   | 1       |
| Winterthur 1959 | Karabin dowolny stojąc, 300 m                   | 367 punktów  | 1       |